# Bahía Diaz
Die Bahía Diaz ist eine Bucht an der Ostküste der Trinity-Insel im Palmer-Archipel westlich der Antarktischen Halbinsel.
Argentinische Wissenschaftler benannten sie. Der weitere Benennungshintergrund ist nicht überliefert. 